# Tuba (Baum)

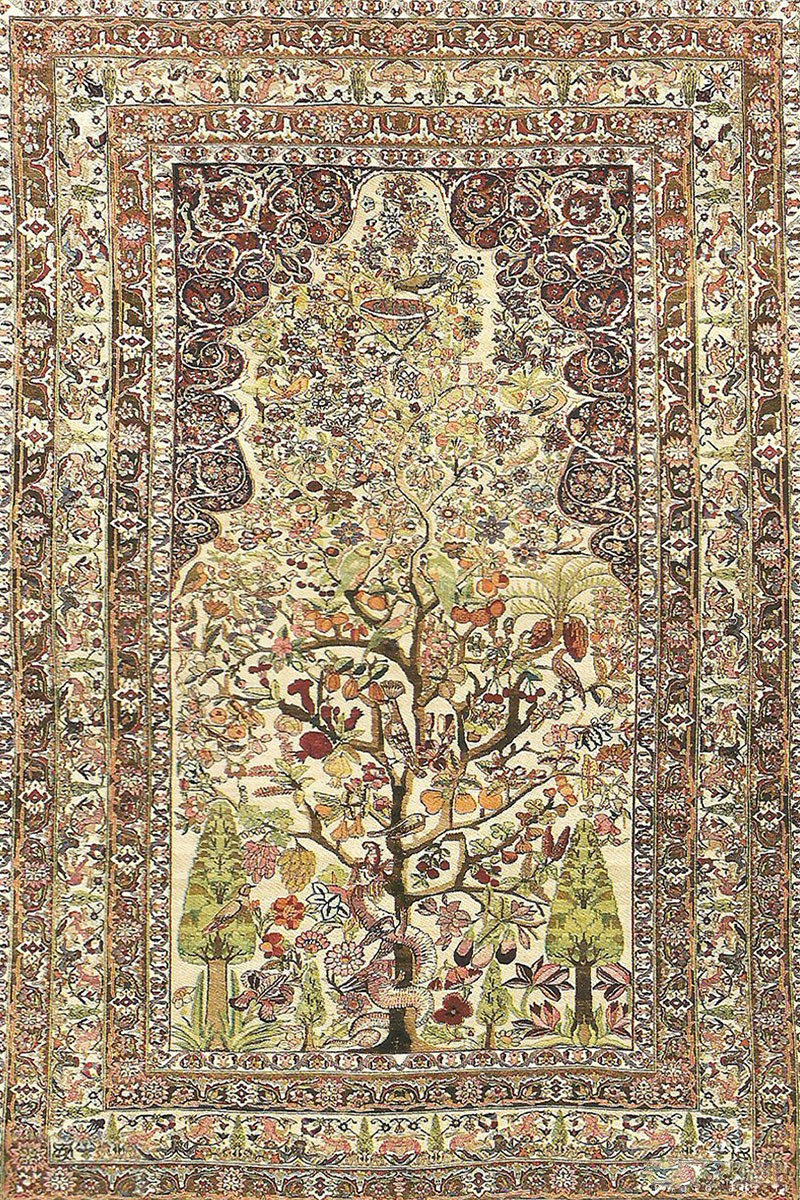
Tūbā, Baum als Teppichmuster

Tuba (arabisch طُوبَىٰ tubā, DMG ṭūbā ‚Glückseligkeit, Seligpreisung‘), auch Tuba-Baum oder Tubabaum, ist ein mythischer Baum, der der islamischen Hadith-Literatur zufolge im (himmlischen) Paradies wächst.

## Herkunft und Beschreibung
Im Koran wird der Baum nicht namentlich erwähnt. Der Begriff ṭūbā wird jedoch in Sure 13:29 in seiner wörtlichen Bedeutung als ‚Glückseligkeit‘, ‚Freude‘ oder ‚Wohlbefinden‘ gebraucht: „Diejenigen, die glauben und gute Werke tun, sind seligzupreisen“ (ṭūbā lahum). Möglicherweise ist das Wort dem Äthiopischen entlehnt oder stammt ursprünglich aus Indien. Manche Exegeten verstanden den Vers jedoch als impliziten Verweis auf den Baum im Paradies. In diesem Falle wäre vielmehr zu übersetzen: „…werden den Baum Ṭūbā haben.“
Der Tradition zufolge besitzt er Zweige von Smaragd und Perlen, und seine Krone soll so groß sein, dass ein Reiter einhundert Jahre reisen könnte, ohne seinen Schatten zu durchqueren, weshalb er auch von den Rändern des Paradieses aus zu sehen sein soll. Sein Stamm steht demnach im Palast des Propheten, die Äste reichen in die Häuser der Gläubigen, die sich so an seinen wohlschmeckenden Früchten laben können.

## Symbolismus
Da sich die Lebenskraft im Wachstum eines sprießenden Baumes bzw. als auch in der Kunst häufig dargestellter Baum des Lebens bzw. Lebensbaum manifestiert, ist der Baum das Symbol für alles Gute und Nützliche, im Gegensatz zum verfluchten Baum Zaqqūm, dem Baum der Hölle und Gegenentwurf zur Rettung, der u. a. als Speise des Sünders tatsächlich namentlich im Koran erwähnt wird. Die Islamwissenschaftlerin Schimmel schreibt: „Das heißt, der Tubabaum ist das vergegenständlichte Versprechen jener ewigen Seligkeit, die man im Paradies erhofft.“ Er symbolisiert damit das Paradies bzw. den Paradies-Baum (Baum der Erkenntnis) ebenso wie der Sidra-Baum die Grenzen des Universums oder der Lotosbaum die Grenzen alles Vorstellbaren und andere Bäume, die von islamischen Denkern zur vergleichenden Exegese herangezogen werden.
Im Sufismus symbolisiert der Baum die Nähe zu Gott und erscheint maßgeblich beispielsweise im Werk des iranischen Philosophen und Mystikers Suhrawardi, der ihn mit dem der iranischen Mythologie entstammenden Simorgh-Baum gleichsetzt. Wie ähnlich die Motive eines Weltenbaumes kulturübergreifend sein können, obwohl sie sich vermutlich nicht auf einen gemeinsamen Ursprung zurückführen lassen, zeigt sich beispielsweise im Baum Mimameid aus der Lieder-Edda, dessen Zweige sich über alle Länder ausbreiten und dessen Früchte gegen Unfruchtbarkeit helfen sollen.
Im volkstümlichen Islam ranken sich zahlreiche weitere Mythen um den Baum; als Weltenbaum wird er darin oft zum Symbol kosmischer Ordnung. Die türkische Schriftstellerin Elif Shafak nutzte das Bild des Tubā-Baumes, dessen Wurzeln einer dieser Legenden zufolge nicht in der Erde vergraben sind, sondern in den Himmel ragen, um sich damit der Kritik vonseiten mancher Nationalisten entgegenzustellen, sie sei ihrer Kultur entwurzelt; denn auch sie habe, wie der Baum, „Himmelswurzeln“.

## Rezeption
Tuba ist (als persisch طوبا) ein iranischer, in der Form Tuğba auch in der Türkei üblicher, weiblicher Vorname, siehe Tuba (Vorname). Gedichte u. a. des anatolischen Dichters Yunus Emre oder auch außerhalb der islamischen Kultur durch den Iren Thomas Moore dürften zur Verbreitung des Namens bzw. zur Rezeption des Paradiesbaums beigetragen haben. Der Wallfahrtsort Touba im Senegal leitet seinen Namen von dem koranischen Begriff und dem Paradiesbaum ab.